# Hóšó Maru
Hóšó Maru (鳳翔丸) byla šroubová dělová šalupa postavená roku 1869 v Británii pro japonský Čóšú han (長州藩 ~ knížectví Čóšú). Roku 1871 byla předána novému japonskému císařskému námořnictvu a přejmenována na Hóšó (鳳翔).

## Popis
Stavba Hóšó Maru pro námořní síly Čóšú han byla objednána v loděnici Alexander Hall and Co. v Aberdeenu ve Skotsku. Jednalo se o dělovou šalupu s dřevěným trupem, třemi stěžni a barkovým oplachtěním. Dva parní kotle generovaly páru pro jeden horizontální dvouválcový parní stroj, který na přímo poháněl jednu hřídel s lodní vrtulí.
Hlavní výzbroj tvořily jeden 7″ (177,8 mm) kanón Armstrong, jeden 5,5″ (139,7 mm) kanón Armstrong a dvě děla menší ráže. Podle JJM se v případě obou kanónů hlavní baterie mělo jednat o kanóny nabíjené zezadu, kdežto podle Nišidy o kanóny nabíjené zepředu. 7″ kanón na Hóšó Maru byl nejtěžším kanónem na lodích námořnictva Čóšú han.

## Služba
V roce 1869 připlula nová dělová šalupa do Japonska a byla pojmenována Hóšó Maru. Do bojů za války Bošin Hóšó Maru nezasáhla, neboť ještě nebyla na boj připravena.
Do námořnictva Čóšú han byla přijata v červnu 1870.
Dne 18. května 1871 (lunisolárního kalendáře, 4. července gregoriánského) byla Hóšó Maru předána novému námořnictvu japonského císařství a 8. června 1871 (lunisolárního kalendáře, 25. července gregoriánského) byla přejmenována na Hóšó.
Počátkem roku 1874 se Hóšó zúčastnila potlačení povstání v prefektuře Saga a ještě téhož roku se zúčastnila tchajwanské expedice. V roce 1877 se zúčastnila potlačení povstání v prefektuře Sacuma.
Dne 16. srpna 1881 byla vyjmuta z prvoliniové služby a určena k roli cvičného plavidla. Během první čínsko-japonské války (1894–1895) sloužila jako strážní loď v Kure, Sasebu a Nagasaki.
Dne 21. března 1898 byla překlasifikována na dělový člun 2. třídy (二等砲艦 ni-tó hókan) a o rok později 13. března 1899 vyřazena.
Nadále sloužila k různým pomocným účelům a od 19. dubna 1906 sloužila jako hulk. Dne 9. dubna 1907 byla prodána k rozebrání.